# Wolfgang Schulhoff

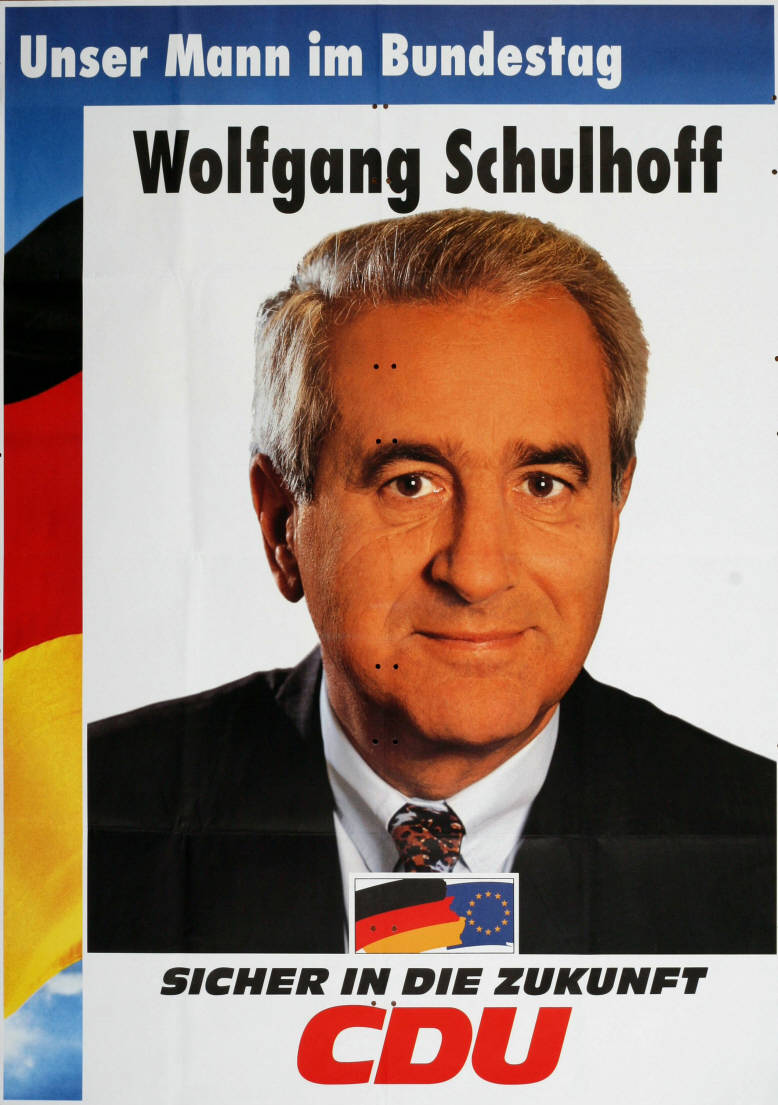
Wolfgang Schulhoff auf einem Wahlplakat der CDU zur Bundestagswahl 1994

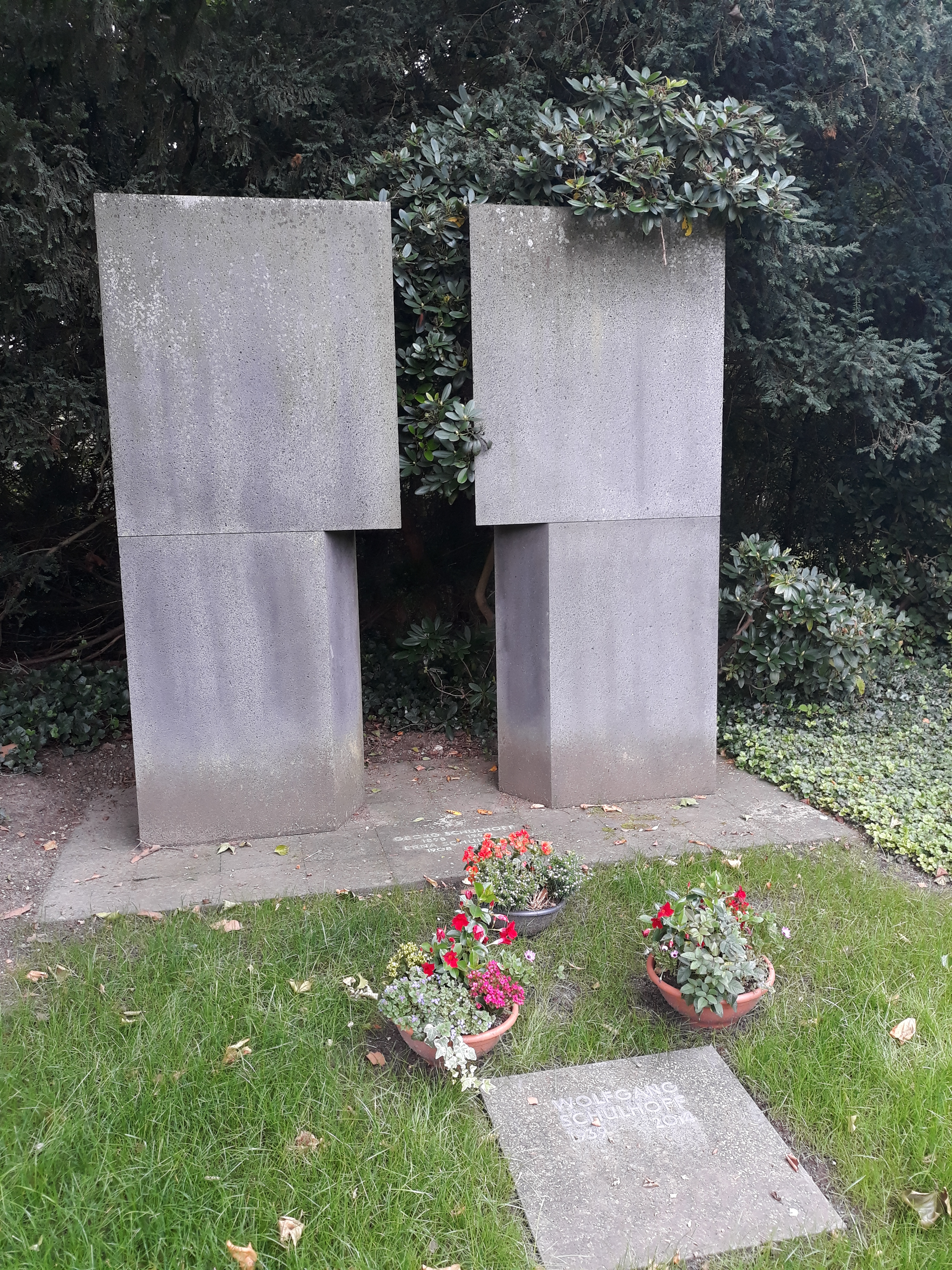
Das Grab von Wolfgang Schulhoff im Familiengrab auf dem Südfriedhof (Düsseldorf)

Wolfgang Schulhoff (* 14. Dezember 1939 in Düsseldorf; † 17. Februar 2014 ebenda) war ein deutscher Politiker (CDU), Abgeordneter des Deutschen Bundestages und bis zu seinem Tod Präsident der Handwerkskammer Düsseldorf.

## Ausbildung und Beruf
Nach dem Abitur 1959 machte Schulhoff eine Lehre als Installateur und studierte danach Wirtschaftswissenschaften an der Universität Köln. 1965 schloss er das Studium mit der Diplomprüfung (Diplom-Volkswirt) ab.
Später wurde er geschäftsführender Gesellschafter im Unternehmen seines Vaters Georg, der Dipl.-Ing. G. Schulhoff GmbH & Co. KG, und bei der Schulhoff Ingenieur Planungs GmbH.
Schulhoff war evangelisch, verheiratet und hatte zwei Kinder.
Er starb im Alter von 74 Jahren an einem Krebsleiden.

## Politik
Schulhoff war seit 1959 Mitglied der CDU und war von 1989 bis 2003 Vorsitzender der CDU Düsseldorf. Seit 1968 war er kommunalpolitisch als Bürgerschaftsmitglied, von 1969 bis 1983 als Mitglied im Rat der Stadt Düsseldorf aktiv. Von 1977 bis 1983 war er stellvertretender Fraktionsvorsitzender der CDU-Fraktion in Düsseldorf.
Von 1983 bis 2002 war er Mitglied des Bundestages. Er zog 1983, 1987, 1990 und 1994 als direkt gewählter Abgeordneter des Wahlkreises Düsseldorf I sowie 1998 über die Landesliste Nordrhein-Westfalen in den Bundestag ein. Im Bundestag war er Mitglied im Finanzausschuss und Obmann seiner Partei im Ausschuss für Post und Telekommunikation.

## Sonstige Ämter
1971 bis 1983 war Schulhoff als ehrenamtlicher Finanzrichter aktiv. In den 1980er Jahren war er stellvertretendes Mitglied im Beirat bei der Regulierungsbehörde für Telekommunikation und Post.
Seit Mitte der 1990er Jahre unterstützte Schulhoff die Hochschule Mittweida. Er war dort Mitglied, Honorarprofessor und später Vorsitzender des Kuratoriums der Hochschule. Die Hochschule Mittweida vergibt jährlich den Wolfgang-Schulhoff-Preis für hervorragende wissenschaftliche Arbeiten auf dem Gebiet der Wirtschaftswissenschaften mit interdisziplinärem Charakter.
Schulhoff war Vorsitzender der Kulturstiftung Insel Hombroich.
Er war viele Jahre lang stellvertretender Aufsichtsratsvorsitzender der Messe Düsseldorf GmbH.
Seit 1. Januar 2003 war er Präsident der Handwerkskammer Düsseldorf, seit 1. Januar 2005 war er außerdem Präsident des Nordrhein-Westfälischen Handwerkstages (NWHT).
Von 2005 bis zu seinem Tod war er Aufsichtsratsvorsitzender der 'Handwerksbau Niederrhein AG'.

## Ehrungen
Wolfgang Schulhoff wurde mit dem Bundesverdienstkreuz I. Klasse und 2007 mit dem Großen Verdienstkreuz ausgezeichnet.
Die Hochschule Mittweida verlieh ihm im Jahre 2009 die Goldene Ehrennadel.
2012 erhielt er den Verdienstorden des Landes Nordrhein-Westfalen, im Juli 2013 das polnische Goldene Verdienstkreuz.